# جيمي هيكتور
جيمي هيكتور (بالإنجليزية: Jamie Hector)‏ (و. 1975 – م) هو ممثل تلفزيوني، وممثل أفلام، وممثل من الولايات المتحدة الأمريكية . ولد في بروكلين .

## روابط خارجية
- جيمي هيكتور على موقع IMDb (الإنجليزية)
- جيمي هيكتور على موقع ألو سيني (الفرنسية)
- جيمي هيكتور على موقع أول موفي (الإنجليزية)
- جيمي هيكتور على موقع قاعدة بيانات الفيلم (الإنجليزية)
- جيمي هيكتور على موقع كينوبويسك (الروسية)